# Église de la Visitation-de-la-Sainte-Vierge de Pointe-du-Lac
L'église de la Visitation-de-la-Sainte-Vierge de Pointe-du-Lac est une église catholique située au centre du noyau villageois de Pointe-du-Lac. Il s'agit de la troisième église construite à cet emplacement. Elle a été construite en 1882 et 1883 par Georges-Félix Héroux, un architecte et entrepreneur de Yamachiche à partir des ruines d'une église construite en 1844 et incendiée en 1882.

## Histoire
La seigneurie de Pointe-du-Lac est concédé à René Godefroy de Tonnancour en 1734. Ce dernier cède un terrain de quatre arpents en vue de la construction d'une église et d'un presbytère. L'église est bénie en 1739. À partir de 1786, elle héberge un curé-résident. Son érection canonique a lieu en 1832.
En 1844, la population ayant considérablement augmentée en un siècle, la population décide de construire une église plus grande. Cette église est détruite à l'exception des murs en pierre lors de la nuit du 10 au 11 février 1882. L'église actuelle est construit en 1882 et 1883 à partir des murs de l'ancienne, à l'eception de la façade qui est alongé de 4,6 m Elle est construite sous la supervision de Georges-Félix Héroux (1833-1901). L'église néoclassique est inspirée des œuvres de Victor Bourgeau. 

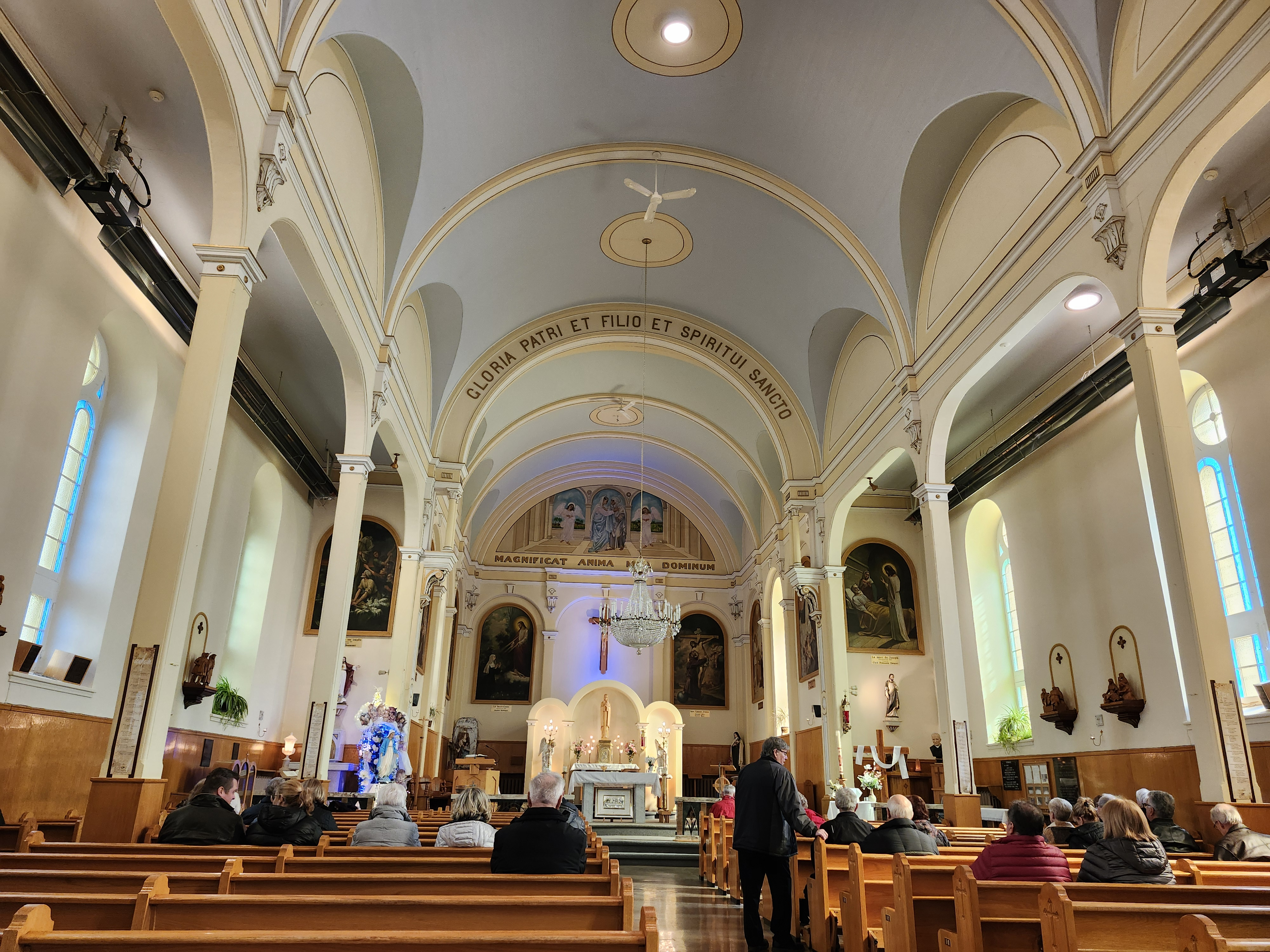
Intérieur de l'église de Pointe-du-Lac.

Le curé Joseph-Edmond Poisson (1870-1951) s’installe à Pointe-du-Lac en 1912. Il installe la caisse populaire dans le presbytère en 1913. En 1914, il fait agrandir le cimetière et entreprend des rénovations majeures au presbytère qui totalement d'apparence. Il installe des toiles dans le chœur en 1915 de l'artiste Louis-Eustache Monty, spécialité dans la décoration d'église. Un orgue Casavant, l'opus 1125, est installer en 1926. Par la suite, plusieurs œuvres de du sculpteur Léo Arbour sont installées dans l'église. D'abord un chemin de croix en 1941, le grand crucifix en 1969, une statue de la sainte Vierge en 1970 et enfin une croix de procession en 1994.
En 2002, Pointe-du-Lac est fusionnée à Trois-Rivières. En 2017, l'église est comprise dans la paroisse Notre-Dame-de-L'Alliance, qui comprend 6 autres églises de la Mauricie.